# Carolin Emcke
Carolin Emcke, née le 18 août 1967 à Mülheim en Rhénanie-du-Nord-Westphalie, est une journaliste et écrivaine allemande.

## Biographie
Elle étudie la philosophie, les sciences politiques et l'histoire à Londres, Francfort-sur-le-Main (avec Jürgen Habermas) et à l'université Harvard et bénéficie d'une bourse de la Studienstiftung des deutschen Volkes (destinée aux meilleurs étudiants en Allemagne). Elle a soutenu sa thèse de doctorat en philosophie sur le concept d'« identité collective ».

## Vie professionnelle
Entre 1998 et 2006, elle est reporter de guerre au service international du Spiegel. Elle couvre, entre autres, les guerres du Kosovo (1999 et 2000), du Liban (2000), d'Irak (2002-2003). Durant l'année 2003-2004, elle donne des cours de théorie politique à l'université Yale sur « la théorie de la violence » et « le témoignage des criminels de guerre ».
En 2004 paraît son livre Von den Kriegen - Briefe an Freunde (Sur les guerres : lettres à des amis, non traduit en français), élu livre politique de l'année 2005. Carolin Emcke y raconte ses souvenirs de guerre entre 1999 et 2003.
Depuis 2007, elle travaille comme journaliste indépendante pour le journal hebdomadaire Die Zeit.
En 2010, elle est nommée « journaliste de l'année » par le magazine medium:online.

### Thèmes de prédilection
Elle écrit et tient régulièrement des conférences sur la mondialisation, la théorie de la violence, le témoignage, l'homosexualité (étant elle-même lesbienne), la photographie et les identités culturelles.
Dans son texte Stumme Gewalt (Violence silencieuse) publié en 2008, elle raconte que son parrain Alfred Herrhausen, l'ancien porte-parole de la Deutsche Bank, a été tué le 30 novembre 1989 dans un attentat perpétré par la Fraction armée rouge (RAF). Elle demande qu'il soit permis aux meurtriers de parler, de passer aux aveux sans être punis pour « faire fondre le mur de glace qui enferme dans le silence les meurtriers et les victimes. ». Cet appel à plus de dialogue dans la société lui a valu le prix Theodor Wolff.
Dans son livre autobiographique Wie wir begehren (Comment nous désirons) (2012), Emcke analyse la découverte de son homosexualité. Elle décrit son propre désir mais aussi l'exclusion sociale qu'elle a subie à la suite de son coming-out.
Son premier ouvrage traduit en français, Contre la haine. Plaidoyer pour l'impur, analyse les principes de la haine raciale, sexiste et sociale dans un essai mêlant réflexions philosophiques, pratique journalistique et littérature.

### Prix et distinctions
- Prix Theodor-Wolff 2008 pour Stumme Gewalt (La Violence silencieuse)
- Le Prix de la paix des libraires allemands (Friedenspreis) lui a été attribué à la fin de la Foire du livre de Francfort  en 2016
- Chevalier de l'ordre du Mérite de la République fédérale d'Allemagne (2017)

## Œuvre
- Kollektive Identitäten. Sozialphilosophische Grundlagen. Campus, Frankfurt am Main / New York NY 2000,  (ISBN 3-593-36484-0) (Zugleich: Dissertation, Universität Frankfurt, 1998); 2. Auflage 2010,  (ISBN 978-3-593-39222-6).
- Von den Kriegen. Briefe an Freunde. S. Fischer, Frankfurt am Main 2004,  (ISBN 3-10-017013-X) (Les textes originaux ont été traduits de l'anglais par Sebastian Vogel et révisés par l'autrice pour la version imprimée.).
- Echoes of Violence. Letters from a War Reporter. Princeton University Press, Princeton/Oxford 2007,  (ISBN 978-0-691-12903-7).
- Stumme Gewalt. Nachdenken über die RAF. S. Fischer, Frankfurt am Main 2008,  (ISBN 978-3-10-017017-0).
- Wie wir begehren. S. Fischer, Frankfurt am Main 2012,  (ISBN 978-3-10-017018-7).
- Weil es sagbar ist: Über Zeugenschaft und Gerechtigkeit. S. Fischer, Frankfurt am Main 2013,  (ISBN 978-3-10-017019-4).
- Denk mal! Anregungen von Roger Willemsen, Carolin Emcke, Nina Pauer, Harald Welzer, Stefan Klein u. a. Fischer-Taschenbuch-Verlag, Frankfurt am Main 2014,  (ISBN 978-3-596-03080-4).
- Gegen den Hass. Essay. S. Fischer, Frankfurt am Main 2016,  (ISBN 978-3-10-397231-3).
- Ja heißt Ja und …: Ein Monolog. S. Fischer, Frankfurt am Main 2019,  (ISBN 978-3-10-397462-1).
- Für den Zweifel: Gespräche mit Thomas Strässle. Kampa Verlag, Zürich 2022,  (ISBN 978-3-311-14036-8).
- Was wahr ist. Über Gewalt und Klima. Wallstein Verlag, Göttingen 2024,  (ISBN 978-3-8353-5625-2).

### Livres traduits en français
- Contre la haine : plaidoyer pour l’impur [« Gegen den Hass »], trad. d’Élisabeth Amerein-Fussler, Paris, Éditions du Seuil, coll. « Documents », 2017, 224 p.  (ISBN 978-2-02-136533-7)
- Notre désir, trad. d'Alexandre Pateau, Paris, Éditions du Seuil, 2018, 240 p.  (ISBN 9782021366785)
- Quand je dis oui… [« Ja heißt ja und… »], trad. d'Alexandre Pateau, Paris, Éditions du Seuil, 2019, 132 p.  (ISBN 978-2021428681)